# Fjällräven
Fjällräven (švédský výraz pro lišku polární) je švédská společnost specializující se na outdoorové vybavení, zejména oblečení a batohy. Společnost Fjällräven byla založena v roce 1960 Åke Nordinem (1936–2013). původním produktem byl vnější rám batohu. Batohy společnosti Fjällräven dokázaly svou pohodlnost, trvanlivost, a stejně jako outdoorové oblečení vyrobeným ze stanové tkaniny, firma se díky těmto výrobkům stala rychle známou. Společnost má silné zastoupení na trhu v severských zemích. Je také zastoupena v jiných evropských zemích, zejména v Německu. Mezi známé produkty společnosti patří Grónské bundy a různé verze batohu Kånken.

## Batoh Fjällräven Kånken
Nejznámější produkt společnosti Fjällräven je batoh Kånken. Přišel na trh v roce 1978 a od té doby prošel mnoha inovacemi. Původně byl určen pro švédské studenty, kterým sliboval pohodlí při nošení a konec bolesti zad. Má velkou hlavní kapsu, dvě boční kapsy, jednu kapsu vpředu na zip a celý je vyroben z odolného materiálu Vinylon F. Má objem 13 - 16 litrů (podle typu) a pohodlně se do něj vejde 13" notebook. Prodává se v mnoha barvách.